# Новий Пашур
Новий Пашу́р (рос. Новый Пашур) — присілок у складі Шарканського району Удмуртії, Росія.

## Населення
Населення — 97 осіб (2010; 122 у 2002).
Національний склад станом на 2002:
- удмурти — 100 %

## Урбаноніми[3]
- вулиці — Зарічна, Удмуртська